# Peninsular and Oriental Steam Navigation Company
The Peninsular and Oriental Steam Navigation Company, conocida más comúnmente como P&O, es una compañía naviera de logística y transportes británica que tiene sus raíces en los primeros años del siglo XIX. Tras su venta en marzo de 2006 a Dubai Ports World por £3.900 millones, se convirtió en una subsidiaria de DP World; no obstante, la marca P&O se ha mantenido. La compañía tiene sus oficinas centrales en Londres, en el Reino Unido; estaba listada en la Bolsa de Valores de Londres y era parte del Índice FTSE 100.

## Historia

### Primeros años: 1822-1900

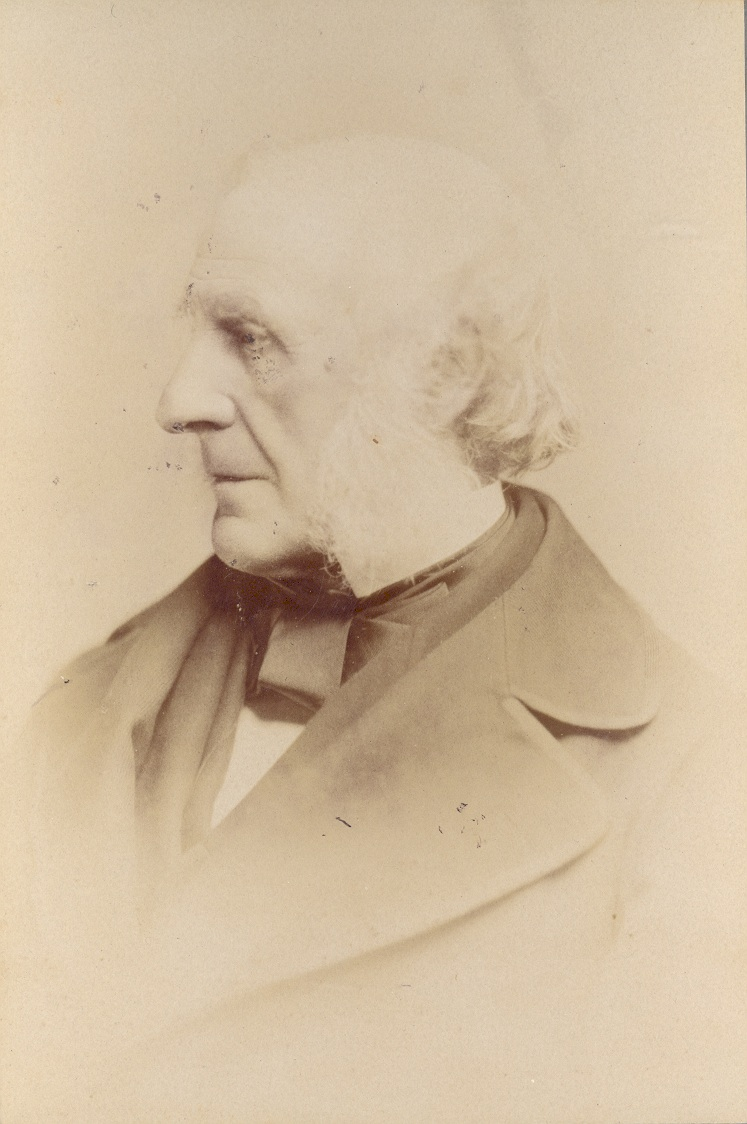
William Fane De Salis (1812–1896), se unió a la P&O en 1849. Director entre 1851–1895, Presidente entre 1878–1881.

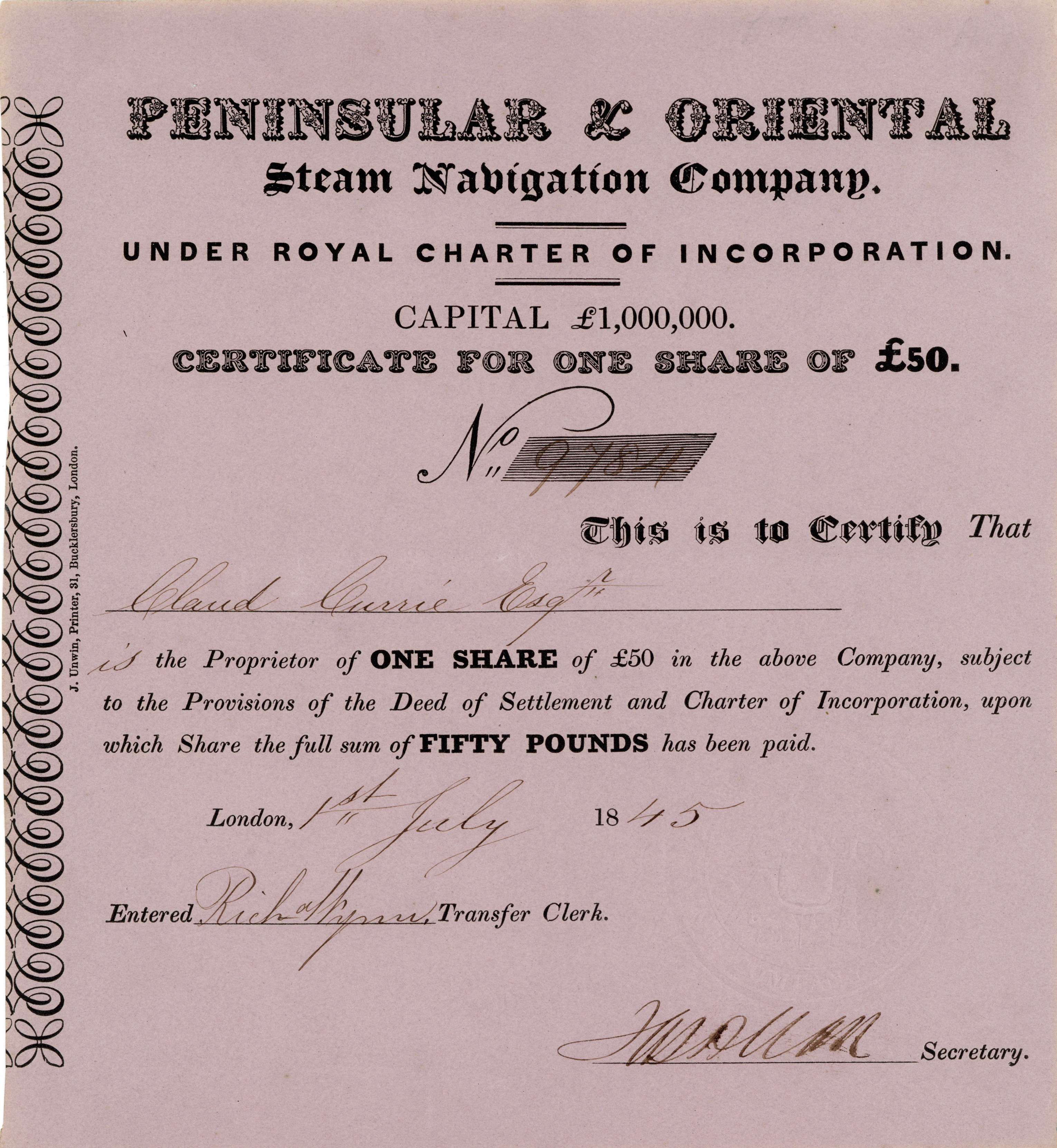
Acción de la Peninsular & Oriental Steam Navigation Company por 50 £, emitida en Londres el 1 de julio de 1845

En 1822, Brodi McGhie Willcox, un corredor marítimo, y Arthur Anderson, un marinero de las islas Shetland, norte de Escocia, se asociaron para operar una naviera, operando principalmente las rutas entre Inglaterra y España y Portugal.  En 1835, el armador de Dublín, el Capitán Richard Bourne, se unió al negocio, y los tres hombres comenzaron un servicio de barcos a vapor regular entre Londres y España y Portugal- la península ibérica- utilizando el nombre Peninsular Steam Navigation Company (lit. Compañía Peninsular de Barcos a Vapor, con servicios a Vigo, Oporto, Lisboa y Cádiz.  Los colores de la bandera de la compañía estaban conectados en forma directa con las banderas peninsulares: el blanco y el azul reprsentaban a la bandera de Portugal en 1837, y el amarillo y el rojo a la bandera española.
En 1837, la empresa se ganó un contrato del Almirantazgo británico para la entrega de correo a la península ibérica y en 1840 consiguieron un contrato para entregar correo a Alejandría en Egipto. En 1847 P&O entró al comercio del opio, enviando 642.000 cajas de opio de Bengal y Malwa en los siguientes once años. Se encontraron con una dura competencia por parte de las navieras establecidas, Jardines y la Línea Apcar. La compañía actual, la Peninsular and Oriental Steam Navigation Company, fue incorporada en 1840 por una Carta Real, y es por eso que su nombre no incluye "Plc" o "Limited".

### Siglo Veinte: 1900-1945
Los contratos de correo fueron la fuente de la prosperidad de P&O hasta la Segunda Guerra Mundial, pero la compañía también se convirtió en una importante compañía de transporte de carga y pasajeros. En 1914, se adjudicó la British India Steam Navigation Company, que en ese entonces era la empresa naviera británica más grande y contaba con 131 barcos a vapor. En 1918 adquirió participación mayoritaria en la Orient Line, su empresa asociada en la ruta de correo entre Inglaterra y Australia. Más adquisiciones tuvieron y la flota llegó a su punto máximo de casi 500 barcos a mediados de los años 1920. En 1920, la compañía también fundó un banco, el Banco P&O, el cual fue vendido al Chartered Bank of India, Australia and China (hoy en día el Standard Chartered Bank) en 1927. Para ese entonces había establecido una relación comercial con Spinney's of Haifa, que creció hasta convertirse en una cadena de tiendas regionales de comida de alto de alto nivel, que finalmente proveyó servicios de envíos a gran parte del Medio Oriente.
Ochenta y cinco de los barcos de la compañía fueron hundidos durante la Primera Guerra Mundial y 179 durante la segunda.

### Posguerra: 1945–2000
Después de 1945, el mercado para pasajeros decayó para India pero entró en auge para Australia con el advenimiento de los pasajes pagados para inmigrantes saludables y alfabetos europeos conocidos coloquialmente como Ten Pound Poms. P&O construyó 15 barcos para pasajeros grandes, incluyendo al SS Himalaya, SS Chusan, SS Arcadia y SS Iberia, culminando en el SS Canberra, su último y más grande en 1961. Para 1968 más de 1 millón de inmigrantes habían llegado -muchos a través de P&O- y Australia concluyó el programa. P&O entró al mercado de cruceros y comenzó a vender y desechar muchos de estos barcos, y a partir de allí se concentró principalmente en barcos de carga. Entró al mercado de cisternas en 1959 y el negocio de ferris roll-on roll-off (RORO) a mediados de los años 1960.

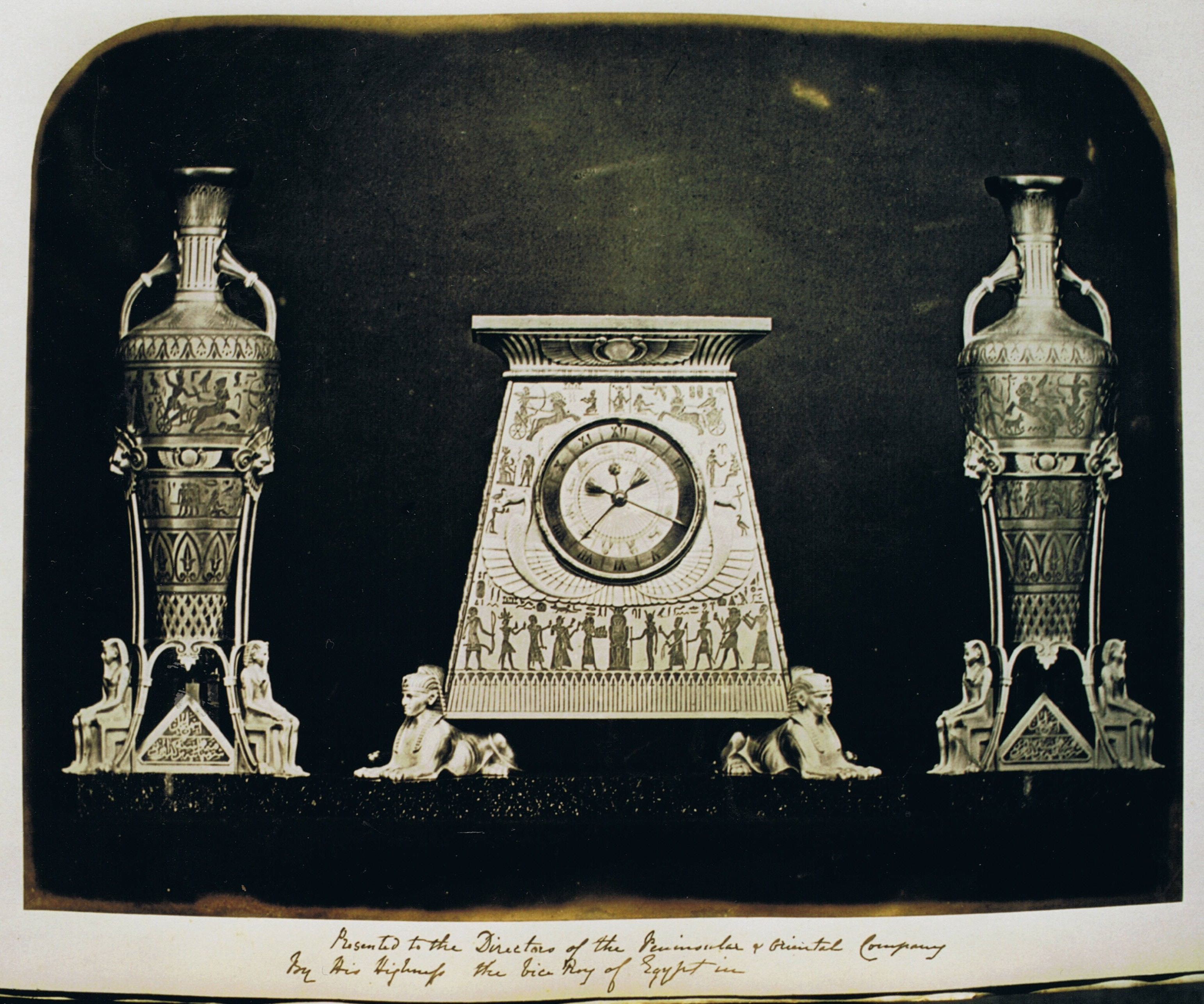
_{Tesoro presentado a los directores de la P & O por parte del Virrey de Egipto, c.1860/70}

En 1969 British and Commonwealth Shipping, Furness Withy, P&O y The Ocean Steamship Company fundaron Overseas Containers Limited ('OCL') para explotar la containernización. Para principios de los años 1980 había convertido todas sus rutas de cargueros secos a operaciones de contenedores y en 1986 compró al resto de sus socios del OCL, renombrando la operación como P&O Containers Limited (P&OCL). P&OCL fue fusionada con Nedlloyd en 1996 para formar P&O Nedlloyd.
En 1972 P&O absorbió formalmente a la British-India Steam Navigation Company (BI). La amalgamación de estas dos compañías comenzó en 1914 pero BI había mantenido su propia identidad hasta los años 1970. Strick Line y Hain-Nourse, entre varias otras navieras, también fueron absorbidas a principios de los años 1970. Los barcos de carga de la BI fueron renombrados Strath*M* (Strathmore Strathmuir, Strathmay etc.) o Strath*C* (Strathcarron, Strathcarrol), los barcos de carga de Strick fueron renombrados Strath*A* (Strathanna, Strathaird, Strathattrick (el gran "A") etc.) y los barcos de Hain-Nourse Strath*T* (Strathtruim, Strathtay etc.). Los barcos más nuevos fueron 6 Strath*D*s (Strathdoon, Strathduns etc.) SD14s construidos en Sunderland. P&O también construyó 6 barcos en Stocznia Gdansk, Polonia (los Strath*E*s) y dos barcos en Japón (los Strath*F*s) y compró parte de DOT, una compañía astillera.
In 1987 P&O took over the European Ferries Group Plc to which it had previously sold its cross channel ferry services in 1985 which traded as Townsend Thoresen and renamed the company P&O European Ferries.
Over the last quarter of the Twentieth Century P&O diversified into construction management (through the Bovis companies, which it owned from 1974 to 1999), property investment and development, and a variety of service businesses including exhibition and conference centres, but most of these activities were disposed of following the company's decision in March 1999 to concentrate on maritime and transport. Its P&O Ports and P&O Cold Logistics divisions developed from P&O's operations in Australia, where it has a leading position in these fields.
Fastcraft is the name given to the service implemented after the split-up of P&O European Ferries in 1998. The first ship was called Superstar Express (entered service in 1998) and sailed alongside the Pride of Cherbourg and Pride of Hampshire to Cherbourg and back.

#### Incidente del MSHerald of Free Enterprise
El 6 de marzo de 1987, el ferry roll on/roll off, MS Herald of Free Enterprise, se volcó cerca de la costa de Zeebrugge con 80 tripulantes y 459 a bordo. 193 personas murieron en el accidente. La operadora del barco, Townsend Thoresen, había sido comprada por P&O en 1986.
El incidente resultó en una pesquisa del forense y una investigación pública. Un jurado en la pesquisa del forense encontró un caso de prima facie de que la compañía era culpable de homicidio, y el Crown Prosecution Service sentenció a la compañía y a siete empleados. Los cargos no resultaron en ninguna condena. Como parte de la investigación pública, la jueza Sheen un reporte en julio de 1987 que Townsend Thoresen (la compañía) tenía una "enfermedad de chapucería" que permeaba la jerarquía de la empresa.
Los casos relacionados al incidente sentaron un precedente para el procesamiento de corporaciones en casos de homicidio y negligencia criminal en la ley inglesa.

### Separaciones: 2000–2005
El 23 de octubre de 2000 P&O separó su negocio de cruceros para formar P&O Princess Cruises. En abril de 2003 P&O Princess se fusionó con Carnival Corporation para formar Carnival Corporation & plc. En junio de 2004, P&O vendió su 25% de participación en Royal P&O Nedlloyd, una importante naviera en la que se habían fusionado sus negocios de contenedores en 1996. La compañía de contenedores luego fue comprada por A.P. Moller-Maersk Group en junio de 2005.

### Adquisición por parte de DP World: 2006
El domingo 30 de octubre de 2005 el Sunday Times reportó que P&O se encontraba en charlas con Thunder FZE, una subsidiaria de propiedad absoluta de Dubai Ports World, una compañía del gobierno de Dubái en los Emiratos Árabes Unidos. El 29 de noviembre, la junta directiva de la P&O anunció que recomendaría una oferta de 443 peniques por acción, valuada en £3.3 mil millones (US$5.7 mil millones) para sus accionistas. A principios de diciembre la P&O recuperó su condición como compañía FTSE 100 cuando BPB plc fue adquirida. Una guerra de ofertas comenzó cuando PSA International de Singapur hizo una oferta de £3.5 mil millones, la cual Dubai Ports World superaría con una de £3.9 mil millones (US$7 mil millones). Pese a especulaciones de que realizaría una oferta más alta, PSA se retiró, y en febrero de 2006 los accionistas votaron en favor de la oferta de Dubái. El grupo combinado es la tercera operadora de puertos más grande del mundo. DP World cuenta con un sitio web en el que muestra el legado de P&O como la P&O Heritage Collection.

### Controversia sobre su adquisición
En ese entonces, cuando la fusión fue aprobada por el gobierno de los Estados Unidos en febrero de 2006, el gobierno de Bush recibió muchas críticas que cuestionaron la decisión de permitir una compañía árabe que administre puertos en los Estados Unidos. La transacción puso a los intereses de P&O en las ciudades de Nueva York, Newark, Baltimore, Miami, Nueva Orleáns, y Filadelfia bajo el control de Dubai Ports World. Las operaciones estadounidenses representaban un 10 por ciento de las operaciones globales de P&O, y consisten principalmente de terminales y grúas.